# Nodozana fifina
Nodozana fifina är en fjärilsart som beskrevs av Paul Dognin 1913. Nodozana fifina ingår i släktet Nodozana och familjen björnspinnare. Inga underarter finns listade i Catalogue of Life.